# Pixlr
Pixlrとはスクリーングラバーブラウザ拡張機能などいくつかのグラフィックソフトウェアを含む画像ツール、ユーティリティのクラウドベースセットおよび写真共有サービスである。2008年にスウェーデンのオーラ・セヴァンダーソンが非営利団体として設立したが、2011年7月19日にオートデスクが買収した。パーソナルコンピュータやモバイルアプリケーションとしてスマートフォン、タブレットで使用出来る。